# Phlegmariurus stemmermanniae
Phlegmariurus stemmermanniae är en lummerväxtart som beskrevs av Medeiros och Wagner. Phlegmariurus stemmermanniae ingår i släktet Phlegmariurus och familjen lummerväxter. Inga underarter finns listade i Catalogue of Life.